# OBS 뉴스 10 인천경기
《OBS 뉴스 10 인천경기》는 OBS경인TV에서 매주 평일 밤 10시에 방송 중인 경기 인천 지역 심야 뉴스 프로그램이다.

## 프로그램 소개
OBS를 대표하는 경기 인천 지역 심야 뉴스

## 방송 시간
- 현재 방송 시간은 2024년 11월 25일부터 기준으로 한다.

| 방송 채널 | 방송 기간                           | 방송 시간                          | 방송 분량 |
| --------- | ----------------------------------- | ---------------------------------- | --------- |
| OBS경인TV | 2011년 10월 3일 ~ 2012년 2월 3일    | 매주 평일 밤 11시 ~ 11시 10분      | 10분      |
| OBS경인TV | 2012년 2월 6일 ~ 2013년 4월 12일    | 매주 평일 밤 10시 55분 ~ 11시 5분  | 10분      |
| OBS경인TV | 2013년 4월 15일 ~ 2014년 6월 27일   | 매주 평일 밤 10시 45분 ~ 11시 5분  | 20분      |
| OBS경인TV | 2015년 11월 30일 ~ 2016년 4월 22일  | 매주 평일 밤 10시 45분 ~ 11시 5분  | 20분      |
| OBS경인TV | 2016년 4월 25일 ~ 2018년 10월 26일  | 매주 평일 밤 10시 45분 ~ 11시 5분  | 20분      |
| OBS경인TV | 2018년 10월 29일 ~ 2019년 10월 25일 | 매주 평일 밤 10시 35분 ~ 11시      | 25분      |
| OBS경인TV | 2023년 6월 5일 ~ 2023년 9월 1일     | 매주 평일 밤 9시 50분 ~ 10시 20분  | 30분      |
| OBS경인TV | 2023년 3월 27일 ~ 2023년 6월 2일    | 매주 평일 밤 10시 ~ 10시 30분      | 30분      |
| OBS경인TV | 2024년 11월 25일 ~ 현재             | 매주 평일 밤 10시 ~ 10시 30분      | 30분      |
| OBS경인TV | 2022년 6월 6일 ~ 2022년 8월 26일    | 매주 평일 밤 10시 20분 ~ 10시 50분 | 30분      |
| OBS경인TV | 2020년 11월 2일 ~ 2021년 10월 29일  | 매주 평일 밤 10시 30분 ~ 11시      | 30분      |
| OBS경인TV | 2023년 9월 4일 ~ 2024년 11월 22일   | 매주 평일 밤 10시 30분 ~ 11시      | 30분      |
| OBS경인TV | 2021년 11월 1일 ~ 2022년 6월 3일    | 매주 평일 밤 10시 35분 ~ 11시 5분  | 30분      |
| OBS경인TV | 2022년 8월 29일 ~ 2023년 3월 24일   | 매주 평일 밤 10시 40분 ~ 11시 10분 | 30분      |
| OBS경인TV | 2015년 9월 14일 ~ 2015년 11월 27일  | 매주 평일 밤 10시 30분 ~ 11시 5분  | 35분      |
| OBS경인TV | 2020년 4월 27일 ~ 2020년 10월 30일  | 매주 평일 밤 10시 30분 ~ 11시 5분  | 35분      |
| OBS경인TV | 2019년 10월 28일 ~ 2020년 4월 24일  | 매주 평일 밤 10시 25분 ~ 11시      | 35분      |

## 앵커

### 남성
| 대수 | 진행자          | 진행 기간                           | 비고        |
| ---- | --------------- | ----------------------------------- | ----------- |
| 1대  | 김준호 아나운서 | 2013년 10월 28일 ~ 2014년 10월 3일  |             |
| 2대  | 유영선 아나운서 | 2014년 10월 6일 ~ 일자 미상         |             |
| 3대  | 유영선 아나운서 | 2019년 일자 미상 ~ 2021년 10월 29일 | [ 3 ] [ 4 ] |
| 4대  | 김준우 아나운서 | 2021년 11월 1일 ~ 2023년 3월 24일   |             |
| 5대  | 유영선 아나운서 | 2023년 3월 27일 ~ 2023년 11월 24일  | [ 6 ]       |
| 6대  | 김준우 아나운서 | 2023년 11월 27일 ~ 2024년 5월 31일  | [ 8 ]       |

### 여성
| 대수 | 진행자             | 진행 기간                          | 비고   |
| ---- | ------------------ | ---------------------------------- | ------ |
| 1대  | 유진영 아나운서    | 2013년 10월 28일 ~ 2014년 10월 3일 |        |
| 2대  | 최지해 아나운서    | 2014년 10월 6일 ~ 2015년 9월 11일  |        |
| 3대  | 조은유 前 아나운서 | 일자 미상 ~ 일자 미상              |        |
| 4대  | 정다영 아나운서    | 2024년 6월 3일 ~ 현재              | [ 11 ] |

## 타이틀 변천사
| 기수 | 프로그램 타이틀        | 방송 기간                          |
| ---- | ---------------------- | ---------------------------------- |
| 1기  | OBS 뉴스 23            | 2011년 10월 3일 ~ 2013년 4월 12일  |
| 2기  | OBS 뉴스투나잇         | 2013년 4월 15일 ~ 2013년 10월 25일 |
| 3기  | OBS 경인뉴스라인       | 2013년 10월 28일 ~ 2015년 9월 12일 |
| 4기  | OBS 뉴스라인 인천·경기 | 2015년 9월 14일 ~ 2017년 7월 28일  |
| 5기  | OBS 뉴스라인           | 2017년 7월 31일 ~ 2023년 8월 25일  |
| 6기  | OBS 뉴스 경인 1030     | 2023년 8월 28일 ~ 2024년 1월 26일  |
| 7기  | OBS 뉴스 10 인천경기   | 2024년 1월 29일 ~ 현재             |